# Бовен (Нор)
Бове́н (фр. Bauvin) — коммуна во Франции, регион О-де-Франс, департамент Нор, округ Лилль, кантон Аннёллен, в 18 км к юго-западу от Лилля и в 11 км к северо-востоку от Ланса, в 8 км от автомагистрали А1 «Нор». Расположена на берегу канала Дёль, неподалёку от места его соединения с каналом Дюнкерк-Шельда.
Население (2017) — 5180 человек.

## Экономика
Структура занятости населения:
- сельское хозяйство — 0,7 %
- промышленность — 7,4 %
- строительство — 6,4 %
- торговля, транспорт и сфера услуг — 36,3 %
- государственные и муниципальные службы — 49,2 %

Уровень безработицы (2017) — 12,5 % (Франция в целом — 13,4 %, департамент Нор — 17,6 %). 

Среднегодовой доход на 1 человека, евро (2017) — 20 560 (Франция в целом — 21 110, департамент Нор — 19 490).

## Демография
Динамика численности населения, чел.

## Администрация
Пост мэра Бовена с 2001 года занимает Луи-Паскаль Лебаржи (Louis-Pascal Lebargy). На муниципальных выборах 2020 года возглавляемый им левый список одержал победу, набрав во 2-м туре 55,99 % голосов.
| Период | Период | Фамилия             | Партия                  | Примечания                            |
| ------ | ------ | ------------------- | ----------------------- | ------------------------------------- |
| 1953   | 1977   | Серж Дюфур          |                         |                                       |
| 1977   | 2001   | Жерар Буссемар      | Социалистическая партия | член Генерального совета департамента |
| 2001   |        | Луи-Паскаль Лебаржи | Разные левые            | директор школы                        |